# Mayerlyn Cordero Díaz
Mayerlyn Roseiby Cordero Díaz (San Cristóbal, Provincia de San Cristóbal; 30 de mayo de 1971) es una diplomática y abogada dominicana. Ha trabajado en la Secretaría de Estado de Relaciones Exteriores desde 1989 y como delegada alterna de República Dominicana ante la Organización de Estados Americanos (OEA). En 2020 fue designada como embajadora ante Costa Rica, y en 2024 como representante permanente ante la OEA. Es embajadora de la Carrera Diplomática de República Dominicana.

## Educación
La embajadora Cordero Diaz estudió derecho en la Pontificia Universidad Católica Madre y Maestra (PUCMM). Tiene postgrados en estudios internacionales en la Escuela Diplomática (Madrid, España), y en análisis y resolución de conflictos en la Universidad George Mason (Virginia, Estados Unidos).

## Carrera
Ha trabajado en la Secretaría de Estado de Relaciones Exteriores desde 1989, donde ha ocupado diferentes cargos en el Departamento de Asuntos Consulares y en la División de Estudios Internacionales. Es embajadora de carrera. También ha trabajado como delegada alterna de República Dominicana ante la Organización de Estados Americanos (OEA), donde ha hecho seguimiento de los avances en la Comisión de Asuntos Jurídicos y Políticos, en la Comisión de Participación de Sociedad Civil, en la Comisión Interamericana de Mujeres y en el Grupo de Revisión e Implementación de Cumbres de las Américas, al igual que los casos pendientes de República Dominicana ante la Comisión Interamericana de Derechos Humanos.
El 13 de octubre de 2020 fue designada como embajadora ante Costa Rica, y el 7 de febrero de 2024 presentó sus cartas credenciales como Representante Permanente ante la Organización de Estados Americanos (OEA).